# Oorlogskruis (Portugal)
Het Portugese Oorlogskruis herinnert aan de Portugese bijdrage aan de Eerste Wereldoorlog.
Op 23 februari 1916 nam de Portugese regering, een oude bondgenoot van Engeland, de Duitse schepen in haar havens in beslag. Op 9 maart verklaarde de Duitse Keizer het land daarom de oorlog. De strijd werd op zee, in Afrika waar Portugese en Duitse koloniën aan elkaar grenzen en in Frankrijk uitgevochten.
De Portugese marine en handelsvloot verloren 80 schepen door onderzeeboot-aanvallen. De door Duitsers aangevuurde opstanden in de koloniën zorgden ervoor dat de Portugezen geen Afrikaanse troepen konden inzetten in Europa.

In Frankrijk hielden de Portugezen onder de generaals Norton de Matos en Tomás António Garcia Rosado een front van 12 kilometer met 22000 man bezet. Daarachter opereerde het Corpo de Artilharia Pesada Independente met 25 stuks zware artillerie.
De Portugese troepen maken deel uit van het BEF (British Expeditionary Force), in het bijzonder van het Ie leger.

In de slag aan de Lys (Estaires) op 9 april 1917 verloren de uitgeputte Portugese troepen, zij kregen, anders dan de Britten en Fransen nooit verlof, daarvoor waren onvoldoende Portugese reserves beschikbaar, 327 officieren en 7098 soldaten aan gasaanvallen en beschietingen.

Portugal verloor in de "Grote Oorlog" uiteindelijk 8,145 doden, 13,751 gewonden en 12,318 gevangenen en vermisten. In het Verdrag van Versailles werd de Duitse Oost-Afrikaanse havenstad Kionga bij Mozambique gevoegd.
De Portugese regering verleende voor dapperheid vooral de Orde van de Toren en het Zwaard en verkoos om daarnaast een Oorlogskruis naar Frans model, het "Croix de Guerre" in te stellen. Eervolle vermeldingen gaven recht op het kruis en met kleine miniaturen in brons, zilver en goud kon op het lint worden aangegeven op welk niveau men was voorgedragen.
Het kruis is vierarmig en ovaal. In het midden is in een medaillon een vrouwenfiguur met de woorden "Republica Portuguesa 1917" afgebeeld. De keerzijde is vlak.
Het lint is groen met vijf smalle groene strepen. De verbinding is een scharnierende koperen gesp.